# الشبيهان (فلم 1998)
الشبيهان هو فيلم كوميدي هندي لعام 1998 من إخراج ماهيش بهات وبطولة شاه روخ خان في دور مزدوج مقابل جوي تشاولا وسونالي بيندر. الفيلم عبارة عن نسخة من فيلم The Town Town's Talking لعام 1935. تم إنتاجه من قبل دارما برودكشنز ويمثل أول تعاون خان في شركة الإنتاج. تم إصدار الفيلم في 8 مايو 1998 أداء جيد بشكل معتدل في شباك التذاكر.

## قصة الفيلم
بابلو شودري (شاه روخ خان) ، هو رئيس الطباخين الطموحين. يحصل على وظيفة رئيس الطهاة في الفندق ويلتقي بسونيا كابور (جوهي تشاولا) ، مديرة الفندق. هم السندات وبابلو يقع في الحب معها. في هذه الأثناء، مانو، (شاه روخ خان في دور مزدوج) ، يشبه بابلو مجرم لا يرحم هرب من السجن لقتل شركائه الذين خانوه. في أحد الأيام، عندما يُخرج بابلو سونيا لتناول طعام الغداء، يتم القبض عليه لأن الشرطة تعتقد أن بابلو هو مانو. بابلو قادر على إثبات هويته الحقيقية، ولكن ليس قبل أن يسمع مانو مكررة وتقرر أن تحل محلها عن طريق قتله. هناك الكثير من الالتباس حول من هو الذي يرتبط به كل من الرجلين، بما في ذلك سونيا، والدة بابلو بيبي (فريدة جلال) ، وصديقة مانو، ليلي (سونالي بندر). كيف حل هذه الالتباسات تشكل بقية القصة.

## الشخصيات
- شاروخ خان في دور[ابلو شودري / مانو دادا]
- جوهي تشاولا في دور [سونيا كابور]
- سونالي بندر في دور[ ليلى]
- فريدة جلال [والدة بابلو]
- Mohnish Behl في [دور رافي لامبا]
- تيكو تالسانيا مفتش [R.K Thakur]
- شارات ساكسينا بدور [دهينجرا]
- جولشان جروفر في دور [شالاكو]
- كاجول كفتاة على السكك الحديدية (ظهور خاص)

## الموسيقى التصويرية
الأغاني التي ظهرت في الفيلم من تأليف أنو مالك ، مع كلمات صاغها جاويد أختار. تم تقديم الأغاني من قبل Kavita Krishnamurthy وAlka Yagnik وKumar Sanu وUdit Narayan وAbhijeet Bhattacharya.
| عنوان                   | مطرب                                           | المدة    |
| Mere Mehboob Mere Sanam | Alka Yagnik and Udit Narayan                   | 6:59     |
| ----------------------- | ---------------------------------------------- | -------- |
| Kathai Aankhon Wali     | Kumar Sanu                                     | 7:13     |
| Ladna Jhagadna          | Kavita Krishnamurthy and Abhijeet Bhattacharya | 6:28     |
| Tum Nahin Jaana"        | Alka Yagnik, Udit Narayan, Shankar Mahadevan   | 6:48     |
| Wah Ji Wah              | Kumar Sanu                                     | 6:04     |
| Ek Shararat Hone Ko Hai | Kavita Krishnamurthy and Kumar Sanu            | - - 5:54 |

## روابط خارجية
- مقالات تستعمل روابط فنية بلا صلة مع ويكي بيانات